# Aphthona babai
Aphthona babai es un coleóptero de la familia Chrysomelidae. Fue descrita científicamente en 2000 por Kimoto.